# Bundesstützpunkt für Eishockey und Curling
Der Bundesstützpunkt für Eishockey und Curling (ehemals Bundesleistungszentrum für Eishockey und Curling) ist ein Komplex mit drei Eissporthallen in Füssen. Das Zentrum ist die Heimspielstätte des EV Füssen. Neben Eishockey und Curling werden auch Eiskunstlauf und Eisstockschießen ausgeübt.

## Geschichte
Die ersten beiden Hallen – die heutigen Halle I mit einer Kapazität von 1.354 Plätzen und Halle II – wurden als Bundesleistungszentrum für Eishockey im Jahr 1973 fertiggestellt. 1988 wurde das benachbarte Eisstadion am Kobelhang abgerissen, das bisher die Spielstätte des EV Füssen gewesen war. Die neue Arena, die 3.691 Zuschauern Platz bietet, wurde 1990 fertiggestellt. 2004 erhielt die Arena den Namen Otto-Wanner-Arena nach dem verstorbenen Alt-Bürgermeister und Eishockeyfunktionär Otto Wanner.
2006 wurde das Zentrum auch Bundesstützpunkt für Curling. 2012 wurde ein Anbau mit Kassengebäude und Büros für den Deutschen Curling-Verband hinzugefügt. Mit dem Stützpunktkonzept 2013 des Deutschen Olympischen Sportbunds wurde das Bundesleistungszentrum zum Bundesstützpunkt für Eishockey und Curling.

## Veranstaltungen
Seit der Fertigstellung der Arena im Jahr 1990 war das Zentrum mehrmals Austragungsort von Eishockey-Weltmeisterschaften in den Juniorenklassen. Gemeinsam mit Kaufbeuren wurden die Weltmeisterschaft der Junioren 1992 und die Weltmeisterschaft der U18-Junioren 1999 ausgetragen. Als alleiniger WM-Standort fungierte das Bundesleistungszentrum bei der Weltmeisterschaft der U18-Frauen 2009, der Weltmeisterschaft der Division I der U18-Frauen 2014 und der A-Gruppe der Division I der U20-Junioren-Weltmeisterschaft 2019. Darüber hinaus war der Komplex auch Veranstaltungsort der Curling-Europameisterschaften 1997 und 2007.

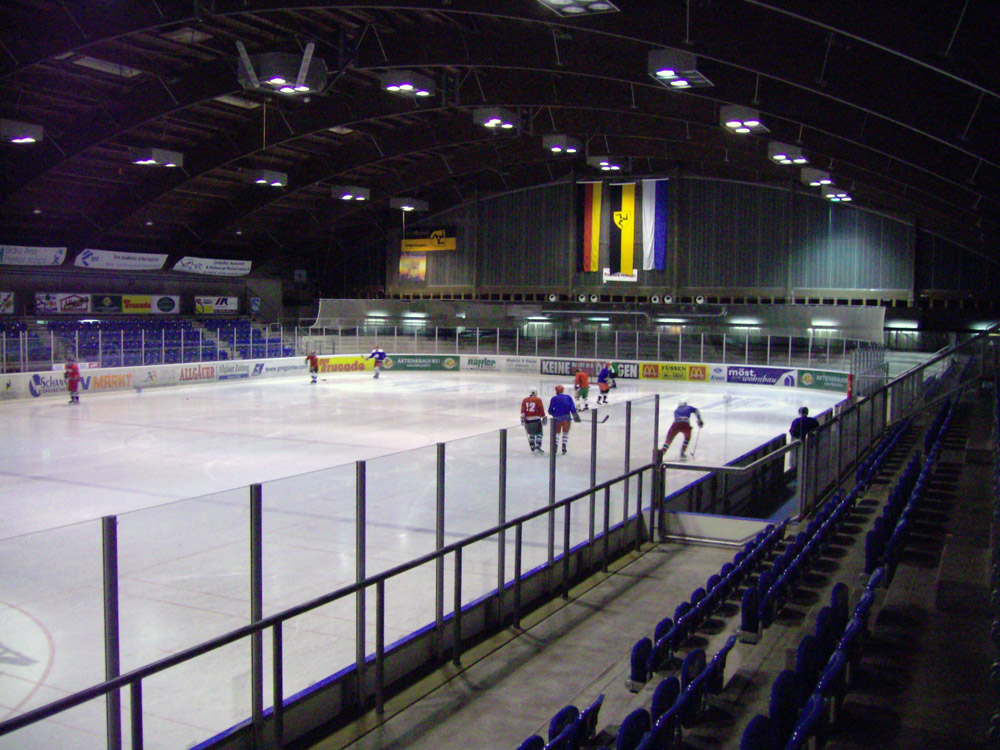
Innenansicht der Halle I
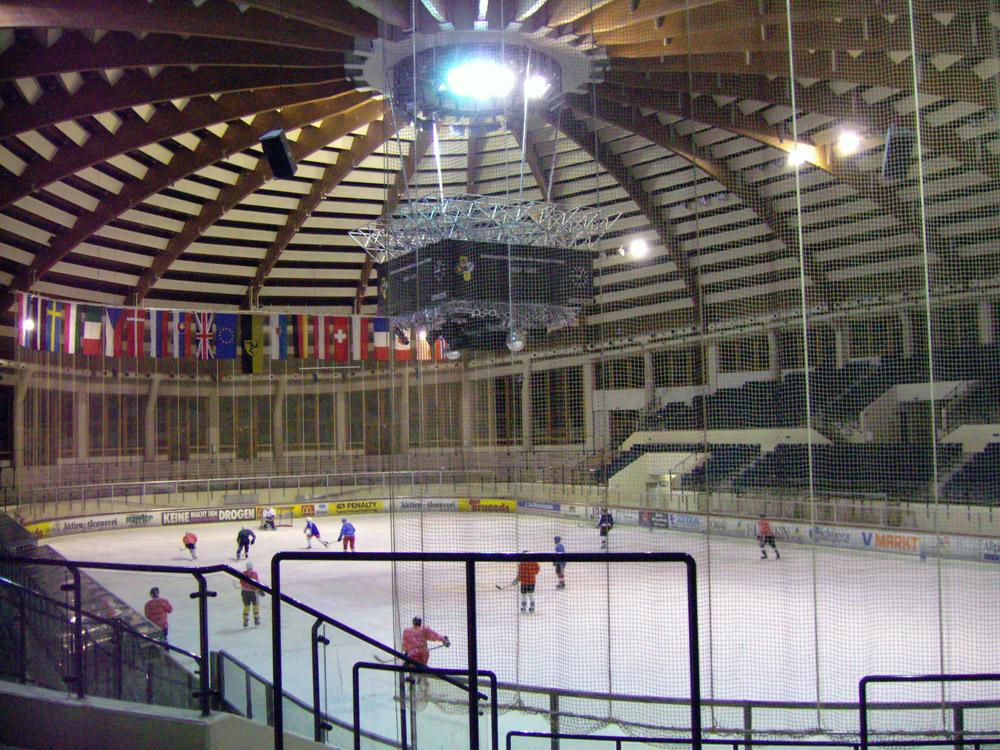
Innenansicht der Arena